# حورية مصدق
حورية مصدق هي ناشطة حقوقية أفغانية، ومحللة سياسية وصحفية. واجهت حورية مصدق تهديدات شخصية لعملها كناشطة وصحفية. تعمل حورية مصدق حالياً في منظمة العفو الدولية.

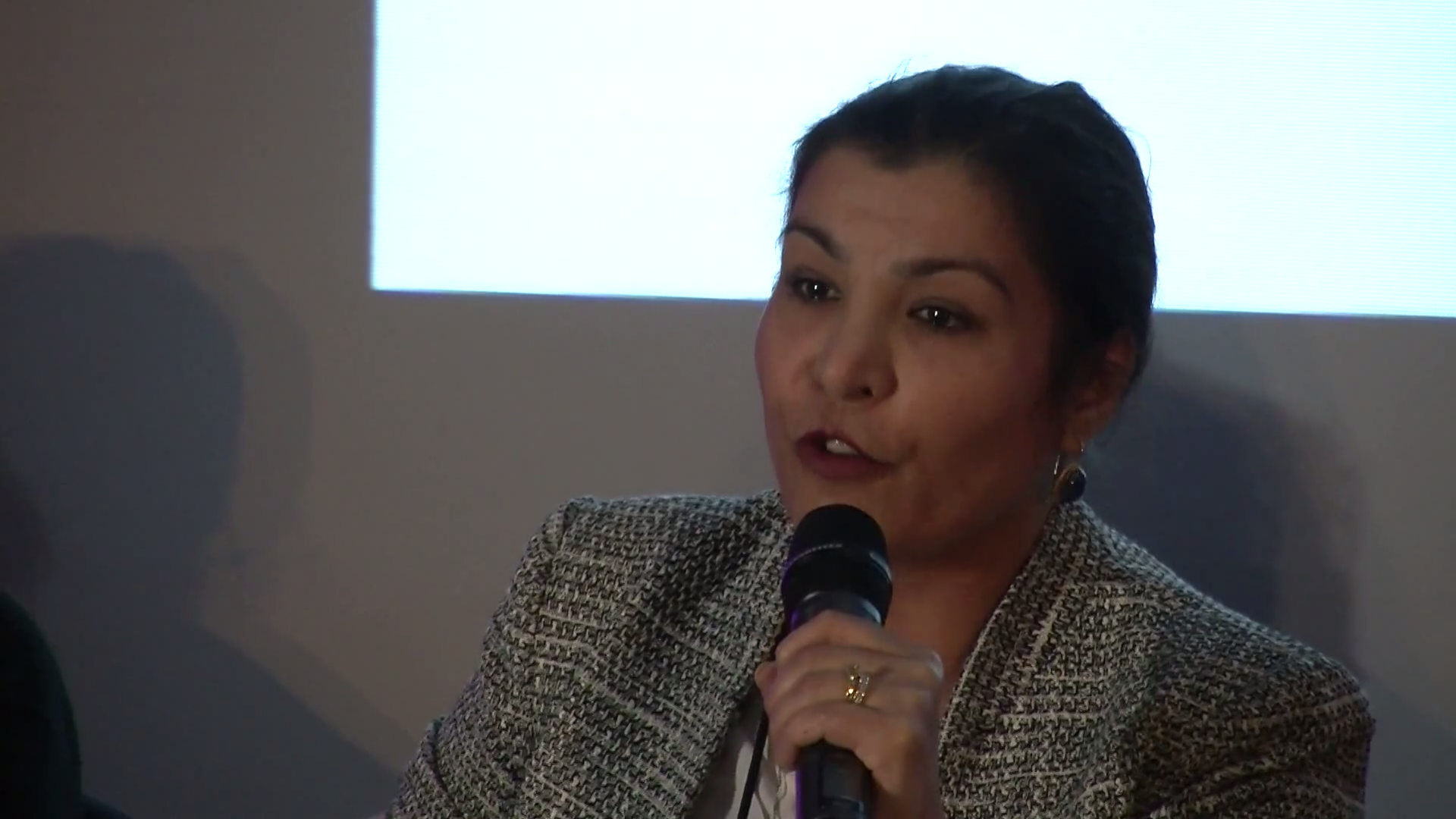
حورية مصدق عام 2014.

## سيرتها الشخصية
كانت حورية مصدق طفلةً عندما تم غزو أفغانستان من قبل الاتحاد السوفيتي في عام 1979. بدأت مصدق دراسة الصحافة في جامعة كابول في عام 1992. وأُجبرت حورية على التوقف عن حضور الكلية وغادرت أفغانستان بعد وقت قصير من إلغاء حكومة نجيب الله. لجأت هي وأسرتها إلى باكستان عام 1995، حيث عملت في إسلام آباد كصحافية في يونايتد برس إنترناشيونال. وفي نهاية المطاف، أنهت حورية مصدق شهادة الماجستير في العلاقات العامة من جامعة كاليفورنيا (بركلي).
وبعد غزو الولايات المتحدة وبريطانيا لأفغانستان في عام 2002، عادت إلى بلدها الأصلي وبدأت العمل مع منظمة العفو الدولية في كابول، التي ظلت مفتوحة فقط حتى عام 2003. وبعد ذلك، قامت بوظائف مختلفة لمختلف وكالات حقوق الإنسان. كما قامت بالتحليل والتعليق السياسي لمجلة نيوزويك في عام 2004.
بدأت حورية مصدق في تلقي التهديدات من أولئك الذين لم يحبوا نشاطها. ففي عام منظمة العفو الدولية بموجب تأشيرة عمل. حيث تم إطلاق النار على زوجها وتحطيم وجه ابنتها. تقول حورية مصدق إنه «طالما كانت التهديدات موجهة إليّ، لم أكن أهتم لأنك عندما تقرر بإتخاذ قرار ما، فأنت أيضاً تدرك المخاطرالناتجة. ولكن عندما كان كل شيء موجهاً ضد عائلتي، كان من الصعب رؤية عائلتك تدفع مقابل ما تفعله وما اتخذته من قرار».
تعمل مصدق حالياً في منظمة العفو الدولية كباحثة في أفغانستان. بدأت العمل لأول مرة لها بهذه الصفة في عام 2008. وكعضوة في منظمة العفو الدولية، فإنها تنتقل باستمرار بين لندن وكابول. وقدمت حورية مصدق البحث عن تقرير منظمة العفو الدولية بعنوان: «الفرار من الحرب، العثور على البؤس: محنة النازحين داخلياً في أفغانستان». كما أبلغت سي إن إن في مقابلة، أنه في حين أن مكاسب حقوق الإنسان قد حدثت ببطء شديد منذ عام 2002 في أفغانستان، شهدت منظمة العفو الدولية بعض التقدم مع مرور الوقت.